# Tokoinranta
La rive de Tokoi (en finnois : Tokoinranta) est un parc du quartier de Kallio  à Helsinki en Finlande.

## Présentation
Tokoinranta est un parc du Kallio en bordure de la baie d'Eläintarhanlahti. 
À l'est de Tokoinranta se trouve une petite aire de jeux pour enfants et un monument en bronze nommé Soihtu (français : la torche) dédié à Miina Sillanpää et sculpté par Aimo Tukiainen en 1968.
À la fin de chaque été, on monte dans le parc la tente Huvila, un espace pour les événements du Festival d'Helsinki.
Le théâtre municipal d'Helsinki est situé au nord du parc. 
Tokoinranta est nommée en 1968, en mémoire d'Oskari Tokoi, un homme politique et l'un des premiers dirigeants du mouvement ouvrier finlandais.

## Galerie

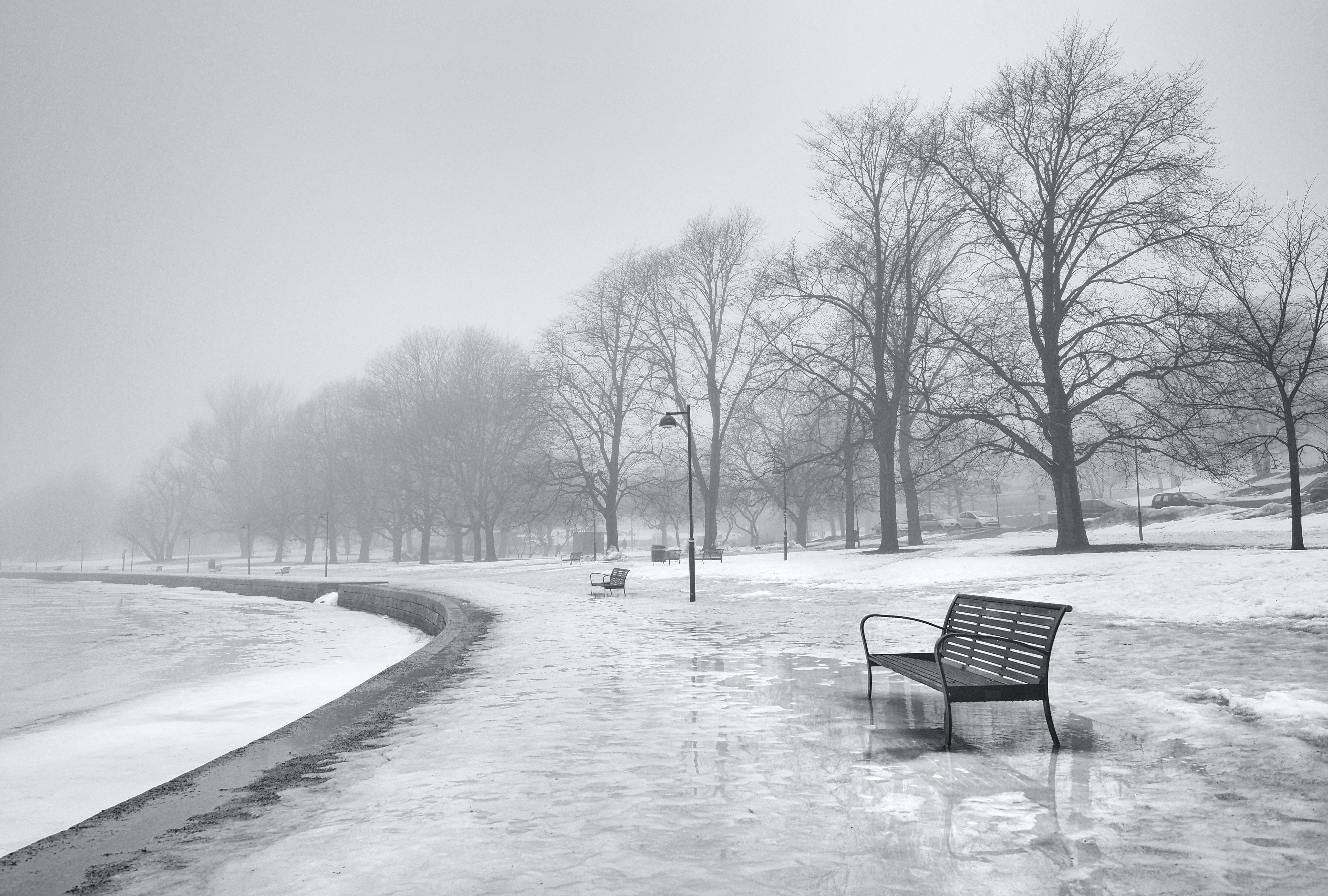
Brouillard sur Tokoinranta.
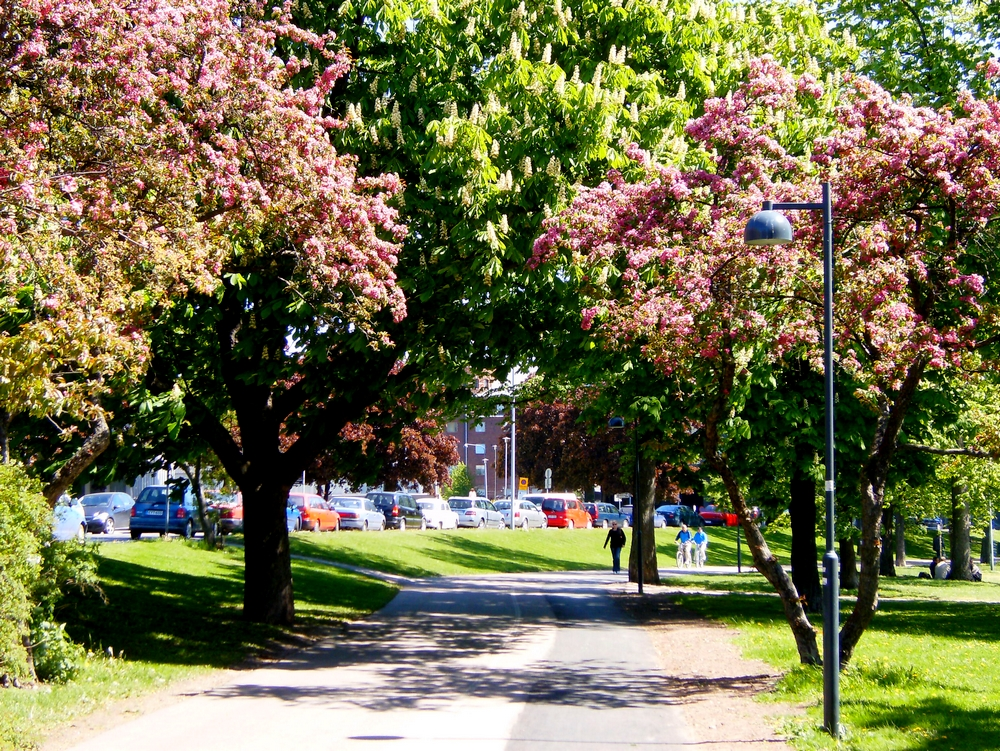
La piste cyclable de Tokoinranta.
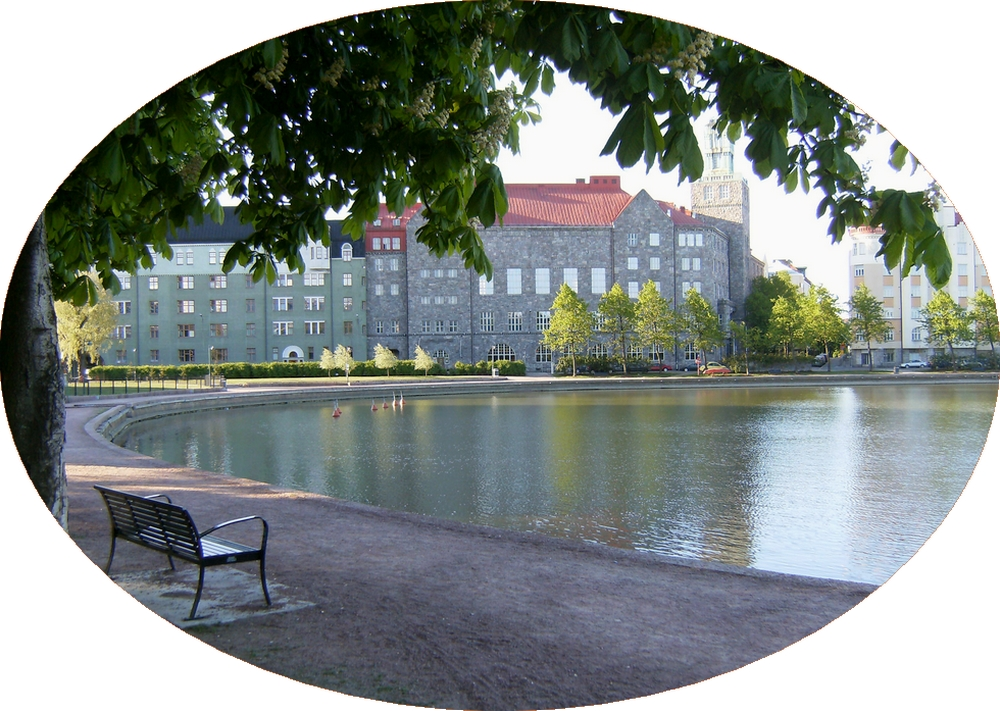
Tokoinranta, au fond on aperçoit la Paasitorni.
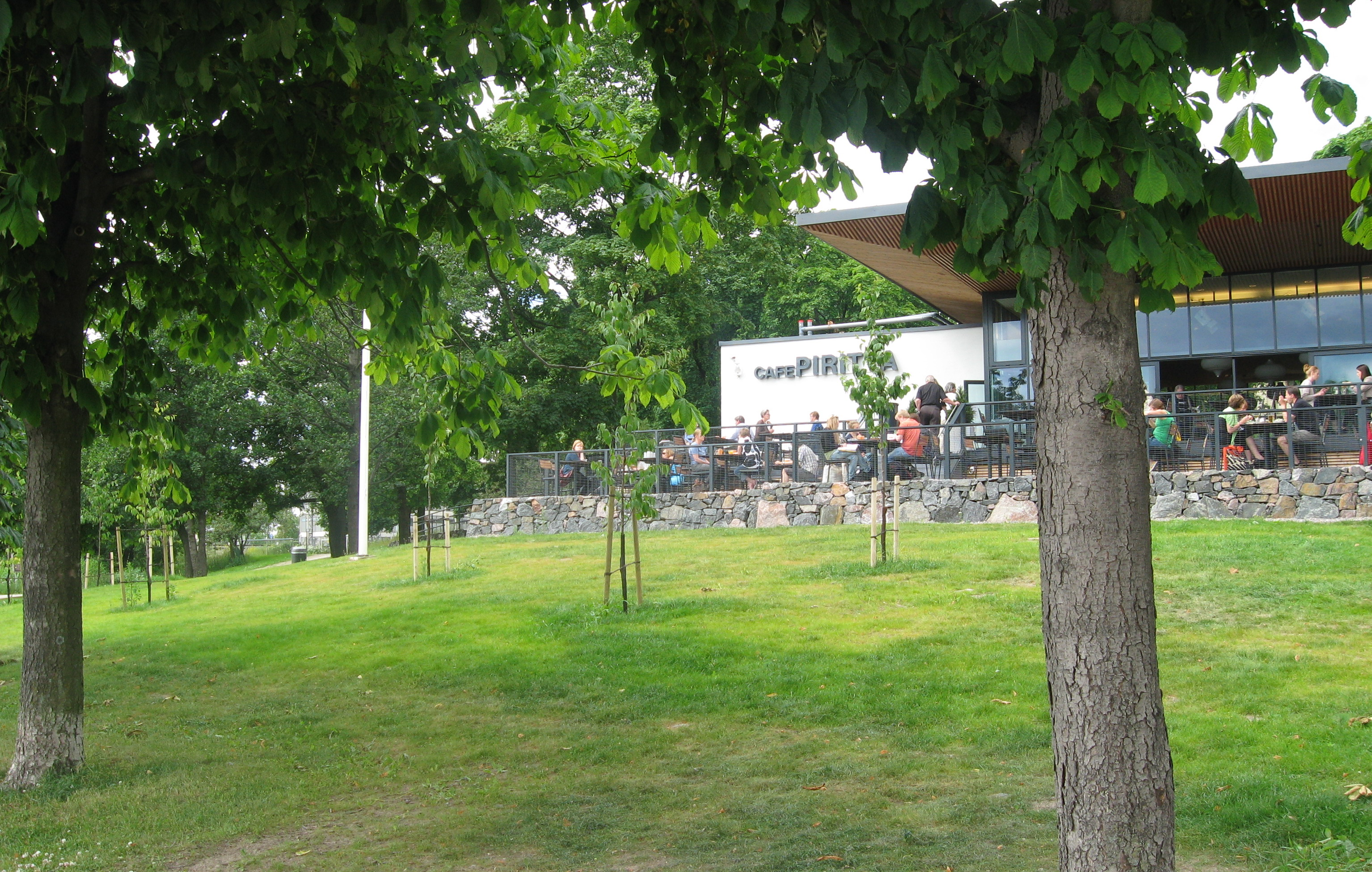
Le café Piritta.
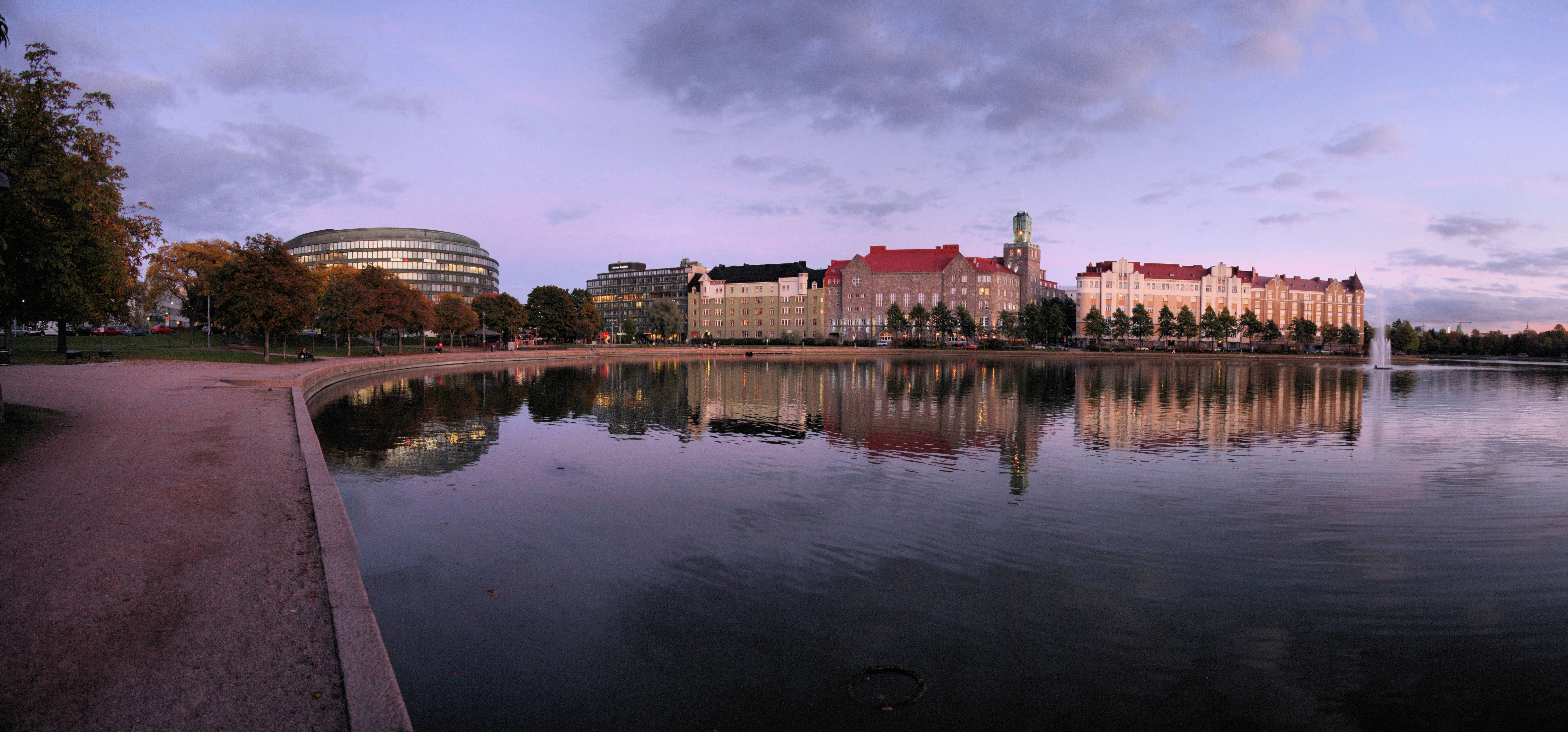
Au fond l'Ympyrätalo et la Paasitorni.